# 上海市人民政府驻西安办事处
上海市人民政府驻西安办事处，简称上海驻西安办，是上海市人民政府派驻中国西北地区的常设办事机构，归口上海市人民政府办公厅管理，是上海市加强同中国西北地区之间政治、经济、科技交流协作的重要渠道，办事处下设秘书处与业务处两个职能部门，机关办公地点为西安市朱雀大街84号。

## 历史沿革
1986年8月，为推动改革开放，与国内省市区进行经济合作，上海市委、市政府领导决定在国内主要城市设立办事处。1987年8月，正式设立上海市人民政府驻西安办事处，代表上海市政府协调、处理在西北五省区（陕西、甘肃、宁夏、青海、新疆）的有关事务。2005年7月，上海市人民政府驻西藏办事处、上海市人民政府驻新疆办事处相继成立，上海驻西安办的工作主要联系范围调整为陕西省、甘肃省和宁夏回族自治区。

## 联系区域
目前，上海市人民政府驻西安办事处负责联系陕西省、甘肃省和宁夏回族自治区，促进上海与上述地区的经济合作交流，推动在农业、科技、文化、教育、人才、旅游等领域的合作与交流，发挥对驻地企业的服务指导作用。

## 组织结构

### 内设机构
- 秘书处
- 业务处